# 杨家将
杨家将是以中國宋朝為歷史背景的系列故事小說及戲曲、京劇劇作，以北宋楊家的楊業、楊延昭和楊文廣楊家三代戍守北疆及精忠报国的抗遼/西夏之人物事迹為原型藍本，經過漫長的發展，歷朝眾人所改編杜撰虛構添加人物及情節演繹而成。原本載於史實上北宋楊家三代主要三位將領被鋪寫成了五代數十位男女英雄；原本只是男兒的鐵血沙場，又融入了佘太君、穆桂英等女英雄。這些小說和戲曲與歷史事實出入已經很大，成了英雄傳奇。

## 人物原型及正史记载

### 楊業生平
杨业（923年－986年），本名重贵，并州太原（今山西太原）人。少事北汉开国之君刘崇，赐姓刘氏，改名继业。官至侍卫亲军马步军都虞候、领建雄军节度使，号称“太原骁将”。宋太宗平定北汉，命其恢復杨氏，单名业，授郑州防御使，知代州兼三交驻泊兵马都部署，防御契丹，以功升云州观察使。在陈家谷之战中力战被擒，绝食三日而死，卒年六十四岁，追赠检校太尉、大同军节度使，授其子供奉官杨延朗崇仪副使，殿直杨延浦、杨延训为供奉官，杨延环、杨延贵、杨延彬为殿直，另有一子杨延玉已在陈家谷战死。

### 杨延昭生平
楊延昭，本名延朗，是杨业六子，长期担任保州缘边都巡检使、高阳关路马步军副都部署，官至莫州防御使，在边防二十餘年，与另一名将杨嗣并称“二杨”，契丹颇为忌惮，目为“杨六郎”。死前两年因避讳赵玄朗而改名延昭，卒年五十七岁。授其子传永、德政、文广班行。

### 杨文广生平
楊文廣，字仲容，楊延昭之子(小說中為杨宗保之子，楊延昭之孫)随宣徽南院使、宣抚荆湖南北路、经制广南盗贼事狄青南征，以供备库使充广南西路兵马钤辖。长期在夏、辽边境任职，官至兴州防御使、侍卫亲军步军都虞候、定州路兵马副总管，追赠同州观察使。

## 小說
楊家將故事主要有兩個系統：一為《楊家府世代忠勇通俗演義》(楊家府演義)；一為《南北宋志傳》(楊家將傳/楊家將演義)。歷代相關之戲曲曲目及小說評書版本相當多。每個版本都不等的歧異。
杨家将系列故事一般从呼延赞的身世切入。呼延家与杨家有若干的联系，所以另有评书《呼家将》。整个故事始终伴随着朝廷的忠奸斗争，支持、保护杨家的重臣先后有八贤王、王延齡、寇准、包拯等人，而压制、迫害杨家的先后有潘仁美、王钦若、庞籍等。
杨家在楊家將演義并沒有所謂著名绝技，只有記載楊業的大刀絕技出色，楊延昭的長槍使得不一般，後來評書經過修改後，楊家的絕技是「杨家枪法」。
杨继业（杨令公）娶妻佘赛花（佘太君、杨令婆），生七子二女：大郎杨延平（妻张金定）、二郎楊延定（妻云翠英）、三郎杨延安（妻罗素梅）、四郎杨延輝（妻羅氏女/耶律瓊娥）、五郎杨延德（妻馬賽英）（後來於五臺山出家）、六郎杨延昭（妻柴美容）、七郎杨延嗣（妻杜金娥），还有义子八郎楊延順（楊家將演義沒有這個角色，近代評書才添加的角色，原名王英，杨继业之亡友王子明之生子）（妻姜翠屏/耶律瑶娥），楊家將演義統稱為楊家將，而角色稱為楊家七子，近代評書改称為“七郎八虎”；二女是八妹杨延琪和九妹杨延瑛。金沙滩一战，有七子去，六子回的歇後語。楊繼業不甘被俘而撞死李陵碑自盡，大郎、二郎、三郎为保宋主而战死。四郎被俘，化名木昜，被招为契丹驸马，才有后来的四郎探母。五郎寡不敵眾剃髮為僧逃過追兵，悟道後去五台山出家为僧。六郎單獨殺出重圍返還朝廷告狀，七郎找潘仁美救援，反被潘仁美綑綁射殺。有些评话版本中，八郎流落北边，后也被招为驸马。今有京剧名段《金沙滩》、《四郎探母》和《五郎救弟》等。
因潘仁美设计陷害，杨令公兵困两狼山。七郎突围求救，被潘仁美乱箭射死。救兵不至，老令公撞死在李陵碑。京剧有名段《李陵碑》。
杨六郎延昭娶妻柴郡主（柴美容），生子杨宗保，麾下有孟良、焦赞。《杨家府演义》与正史最显著的差异，是在杨延昭、杨文广父子之间，插入杨宗保、穆桂英一段，这样杨延昭和杨文广就成了爷孙关系。为破天门阵，孟良上五台山请来五郎，五和尚说要降龙木作斧柄。杨宗保去穆柯寨寻降龙木，邂逅穆桂英，经若干曲折，二人终成眷属。于是，穆桂英大破天门阵，杨五郎阵斩萧天佐。
杨宗保和穆桂英有女杨金花（有些版本作楊宣娘）、子杨文广（明代熊大木的小说《北宋志傳》中柴郡主在天门阵战役时沙场产子得到文广，杨文广为杨宗保之弟）。但杨六郎死后，杨家已然男丁凋零；然而西夏犯边，这才有十二寡妇征西。杨门女将也很厉害，特别值得一提的是烧火丫头杨排风，使一根烧火棍，尤胜须眉，深得佘太君喜爱。

### 故事序目
- 杨衮教枪
- 錘換帶
- 獅子崖
- 汜水關
- 紫金帶
- 佘賽花
- 余塘關
- 七星廟
- 佘賽花招親
- 鐵旗陣
- 瓦橋關
- 天齊廟
- 七郎打擂
- 打潘豹
- 七郎招親
- 七郎吃面
- 杜家寨
- 闖幽州
- 金沙灘
- 雙龍會
- 三英陣亡
- 四郎被擒
- 七郎魂斷
- 五郎出家
- 兩狼山
- 李陵碑
- 托兆碰碑
- 告御狀
- 清官冊
- 黑松林
- 三岔口
- 演火棍
- 打孟良
- 五臺山會兄
- 雁門關
- 天門陣
- 穆柯寨
- 穆天王
- 轅門斬子
- 破洪州
- 穆桂英掛帥
- 四郎探母
- 洪羊洞
- 牧虎關
- 太君辭朝
- 澶渊之盟

### 版本不同
楊家將的正史、戲曲與小說，分裂許多不同的版本，眾人物的名字和結局都有不同。按照作品年份，人物由大到小的排列為
《宋史》：延朗（后改名延昭）、延浦、延訓、延玉、延環、延貴、延彬。
《燼餘錄》：淵平、延浦、延訓、延環、延貴、延昭、延彬。
《南北宋志傳》（《楊家將演義》）：淵平、延定、延輝、延朗、延德、延昭、延嗣。
《楊家府演義》：淵平、延廣、延慶、延朗、延德、延昭（因犯武功郡王赵德昭之名諱，改名楊景）、延嗣。
《飛龍全傳》：延平、延定、延輝、延朗、延德、延昭、延嗣。
《鐵旗陣》京劇設有單字：楊泰（楊延平）、楊永（楊延宗）、楊高（楊延安）、楊貴（楊延輝）、楊春（楊延德）、楊景（楊延昭）、楊希（楊延嗣）。
晚清時，評書楊家將中：延平、延定、延光、延朗、延德、延昭、延嗣，再加上楊令公的義子八郎延順（原名：王英），在評書中稱作七郎八虎。
大郎亦從評書楊家將開始，淵平改為延平沿用；延宗改為延定開始沿用至今；三郎延安，早期為延輝，評書中為延光，楊家府為延慶；四郎早期為延朗，後期名字為延輝，因為京劇四郎延輝探母，而把名字定為延輝，三郎再不是延輝的名字。往后的五、六、七郎名字與故事不變，只是大郎延昭變成六郎，而大郎、二郎、三郎三英的故事下場各有不同。
第二代七人起初只叫楊家七子，後來評書故意添加了新角色楊令公的養子王英，也叫八郎楊順字延順，所以後來楊家將有「七郎八虎」的合稱，說法來源於楊家將的小說、戲曲等。
武器方面，楊業一貫演義或小說的設定都是使用關刀，所以有金刀老令公美譽；楊延德的設定是使用斧頭；楊延昭的設定是使用長槍，最經典是他的回馬槍槍法；楊排風的武器是棍之外，演義或小說并沒有明確楊家將都是使用長槍。只有金槍傳一傳是有明確，除了楊令公依然是關刀之外，每個楊家將都明確槍名和擅使長槍。根據後世現代人的評書改編後，楊家將的武器均叫楊家槍，每人各自一把槍，使得現代人深入民心。楊家槍這不是武器，而是一種槍法，全稱是楊家槍法，但小說和演義并沒有提及楊家將們是擅使槍法，唯獨只有楊延昭的槍法出眾。
少八郎分別是：金槍傳是大郎子楊宗顯、二郎子楊宗魁、三郎子楊宗憲、四郎長子楊宗丰、五郎子楊宗槐、六郎長子楊宗保、六郎次子楊宗勉、七郎子楊宗英，而評書楊家將是三郎子、四郎兩個兒子北宋的楊宗丰、在遼國所生的楊宗源、六郎兩子、七郎子、八郎在北宋所生的楊宗連、在遼國所生的楊宗土，有的版本是取消四郎在遼國的兒子，換上六郎在結局所收的義子任金童。
十二寡婦出征是：佘太君、大娘張金定、二娘李翠平、三娘朱玉梅、四娘林素梅、五娘馬賽英、六娘王蘭英、七娘杜金娥、八娘周淑榮、楊宗保妻子穆桂英、楊宗英妻子姜翠蘋、楊宗勉妻子焦月娘。楊家府演義十二女將為大娘二人，二娘二人，三娘，四娘，五娘，六娘二人，七娘二人，八娘，穆桂英。評書等戲劇中十二女將為大娘花解語，二娘耿金花，三娘，四娘，五娘，六郎妻子柴郡主王蘭英，七郎妻杜金娥或呼延赤金，八郎妻子蔡繡英，八姐、九妹、楊排風。
楊門十二女將每個版本都不同，算起來也超出十二個女性人物，名字也是各有不同，所以通稱楊門女將。各個版本的不同，楊三娘、楊四娘姓氏可能類同。古代的女性記載都是只有姓氏，沒有名字，更何況是小說。在個別版本小說中，四娘在四郎探母為孟氏，就如四郎為延輝一樣。

### 天門陣
話說遼將虛張聲勢擺下108單陣，一字長蛇陣、二龍戲水陣、三山月兒陣、四門兜底陣、五虎巴山陣、六甲迷魂陣、七縱七擒陣、八方陰陽子母陣、九曲黃河陣、十代冥王陣、無極陣、太極陣、兩儀陣、三才陣、四象陣、五行陣、六合陣、七星陣、八卦陣、九宮陣、十面埋伏陣、青龍陣、朱雀陣、勾陳陣、白虎陣、玄武陣、騰蛇陣、黑風陣、金煞陣、風吼陣、寒冰陣、烈焰陣、紅砂陣、落魂陣、化血陣、天罡陣、天才陣、天寶陣、天德陣、天翻陣、天魁陣、天絕陣、天鬥陣、黑水陣、毒水陣、混水陣、黃水陣、洪水陣、泉水陣、澗水陣、海水陣、昆山陣、恒山陣、泰山陣、華山陣、海山陣、寶山陣、陰山陣、峰山陣、響雷陣、霹雷陣、轟雷陣、閃雷陣、光雷陣、急雷陣、迅雷陣、花雷陣、黑風陣、暴風陣、狂風陣、驟風陣、馳風陣、颶風陣、強風陣、旋風陣、烈火陣、靈火陣、神火陣、真火陣、雲火陣、鬼火陣、飛火陣、魔火陣、地陷陣、地裂陣、地崩陣、地煞陣、地覆陣、地變陣、地樞陣、地空陣、金光陣、銀光陣、銅光陣、鐵光陣、日光陣、星光陣、晨光陣、月光陣鬥、鬼魂陣、金童陣、玉女陣、金龍陣、金鎖陣、五虎群羊陣、瘟惶陣、玉皇陣、王母陣，共一百單八。雖有108單陣，但是小說各個版本都是只擺了72陣，實際上真正在故事出現的只有青龍陣，白虎陣，玄武陣，鐵門金鎖陣，太陰太陽陣，長蛇陣，迷魂陣，銅光陣，玉女陣，玉皇陣等數陣。

## 人物

### 楊家
楊業
原北漢名將，後投北宋。楊家之首，擅使關刀，有金刀令公美譽。楊家軍主帥，共有七子兩女。評書楊家將中增加收朋友的兒子為義子，後期變更為八子兩女，前半期的主人公。因為奸臣潘仁美陷害，戰前私下通敵出賣北宋，導致兵力部署等暴露，金沙灘寡不敵眾；所以最后盼兵不到，盼子不歸的情況下撞死在李陵碑。死後屍首被遼國掠去，骨灰被蕭太后藏在昊天塔（洪洋洞）永保遼國，四郎延輝破遼回家後，告訴孟良的所在位置盜回。
佘太君
楊業的妻子，楊門女將之首，某一回的主人公。夫君和兒子皆戰死後，與自己的女兒和楊家的女人率兵抗遼。
楊延平/淵平
長子；七子的大哥，大郎稱呼；楊家軍的總指揮，楊家七子之首和大腦，同時也是楊家三百敢死軍主帥。在雙龍會代宋太宗赴會，射殺天慶王後在金沙灘陣亡。
花解語/張金定
楊大郎正妻，原楊大娘稱呼，是討唐的五少陰將之一。自延平在金沙灘戰死後，便出家離開府上。
周雲鏡
楊大郎次妻，楊大娘稱呼，楊門女將之一。北漢降將的汾陽鐵旗令公周審義的女兒，家傳鐵旗藏刀法。
楊延定/延廣/延宗
次子；二郎稱呼，楊家軍的副指揮，軍中的先鋒；作戰所向披靡，勇猛能斷。在雙龍會代八賢王赴會，全因救兄心切，不敵而被馬踏如泥，最後與大郎延平一起在金沙灘陣亡。
耿金花/李翠萍
楊二郎正妻，楊二娘稱呼，楊門女將之一。北漢降將澤州花刀令公耿忠女兒，人稱“大刀耿二娘”。
鄒蘭秀
楊二郎次妻，楊二娘稱呼，楊門女將之一。北漢降將憲州花槍令公鄒銅的女兒，人稱“花槍鄒二娘”，家傳梨花槍法。
楊延安/延慶/延光
三子；三郎稱呼，負責楊家軍的斷後。金沙灘一役，大郎、二郎相繼戰死，最後躍馬而逃，突圍到蘆葦叢內遭殺害。
董月娥/花謝玉/羅素梅/朱月梅/花似玉
楊三郎妻，楊三娘稱呼，楊門女將之一。北漢降將忻州鐵弓令公董鎮洪之女，人稱“神射董三娘”。
楊延輝/延朗
四子；四郎稱呼，金沙灘一役被遼將擒獲，化名為木易，被蕭太后招為遼國駙馬。十五年後，蕭天佐在雁門關擺陣，楊延昭率領的楊家軍在雁門關屯紮，延輝知道回家的機會來了，自薦為先鋒；最後破遼，回歸北宋探自己的母親。
孟金榜/林素梅/雲翠英/羅氏女
楊四郎正妻，楊四娘稱呼，楊門女將之一。北漢降將代州銅錘令公孟志遠之女，人稱“神力孟四娘”。
楊延德
五子；五郎稱呼，擅使斧頭，出家後又擅使降龍棍，武力出眾。金沙灘一役寡不敵眾而剃頭逃過追兵，最後在五臺山智聰禪師下出家。其後孟良請他為楊六郎下山解困，把蕭天佐和蕭天佑打死。
馬賽英/罗赛英/罗刹女
楊五郎妻，楊五娘稱呼，楊門女將之一。北漢降將石嶺關長眉令公馬信之女，善使練索。
楊延昭
六子；六郎稱呼，繼任父兄的楊家軍總指揮主帥，擅使長槍，小說故事前中期的主人公。金沙灘之戰中，獨自殺出重圍，回朝和潘仁美對質。最後在黑松林殺死潘仁美，為楊家父兄弟報仇。戰後娶柴郡主為妻，往後是三關統帥鎮守邊關，收焦贊、孟良、岳勝三將。故事後期病倒在床上，聽到孟良焦贊二將死去，哀傷激憤地吐血而亡。
柴熙春/金花公主
楊六郎正妻，柴郡主稱呼。原版本為趙匡胤的女兒，但其它版本是後周主柴榮的女兒，宋太祖趙匡胤敕封為其御妹金花郡主。
王蘭英/懷女/重陽女
楊六郎次妻，楊六娘稱呼。善使雙刀，人稱“大刀王蘭英”。
楊延嗣
七子；七郎稱呼，擅使丈八蛇矛。在擂臺上打死潘豹，金沙灘之戰中，與父親、六郎延昭在兩狼山苦戰，單獨衝出重圍，向潘仁美尋找救援。潘仁美對七郎錯手殺死其子潘豹的事情懷恨在心，將七郎綁在陣前射殺。
呼延赤金
楊七郎正妻，楊七娘稱呼，楊門女將之一。是鐵鞭王靠山王呼延贊的女兒。
杜金娥/杜玉娥
楊七郎次妻，楊七娘稱呼。在幽州之戰，七郎不敵逃跑，與杜家父女相遇，杜父留其吃麵。杜金娥對七郎有愛慕之情，向七郎提出聯婚，但七郎不答應。在杜金娥做麵之際逃跑，追回七郎在杜家山結為夫妻，楊家女將抗遼時中途加入。
楊延順
八子；八郎稱呼，近代評書小說才追加的角色，而不是明代演義就有的角色，七郎八虎的戰場後勤補給。原楊業的老朋友王子明之子，王子明臨終前托給楊業，楊業收其為義子為第八子。金沙灘一役被俘虜，娶遼國公主為妻，化名王司徒。
蔡繡英
楊八郎正妻，楊八娘稱呼，評書才追加的角色。各版本名作周淑榮或肖金蓉，北漢宰相蔡融的女儿，蔡融投奔遼國，為宰相，佘太君大破遼國四門鐵旗陣幫助八郎招他為妻子。
楊延琪
長女；八妹稱呼。楊門女將之一，嫁火山軍使銅錘的殿前銅錘指揮使程普，其後楊門女將出征抗遼。
楊延瑛
次女；九妹稱呼。楊門女將之一，嫁火山軍使銀戟的殿前銀戟指揮使張文，其後楊門女將出征抗遼。
楊排風
楊家府上的丫環。楊門女將之一，其後楊門女將出征，令其為先鋒。
楊洪
評書的角色，原姓不是姓楊，楊業在他走投無路的時候收留他，是楊府的老僕人，疼惜七子。
楊宗顯
大郎延平的兒子。
楊宗魁/宗孝
二郎延定的兒子。
楊宗憲/宗繇
三郎延安的兒子，擅善弓道，有“賽李廣”的外號。
楊宗丰/宗峰/宗鋒
麒麟子稱呼；四郎延輝和孟金榜的兒子，有寶具三皇雄劍，與黃鳳仙邂逅并相愛，最後戰死在天門陣。
楊宗源/耶律中原
小名木丹，阿哥稱呼；楊四郎延輝和鐵鏡公主的兒子，本名為耶律中原，四郎後改回宗源。
楊宗槐/楊宗桂
五郎延德的兒子，力大無窮，有一說五郎沒有兒子，此為義子。
楊宗保
六郎延昭的長子，小說故事中期的主角。為破天門陣，特意到穆柯寨取降龍木，被穆桂英所擒。最後和穆桂英成親，共破天門陣。其後在穆桂英掛帥詐死，讓通敵的奸臣王慶龍上鈎。六郎死後代父鎮守邊關，征西夏時中計被困而陣亡，時年各有說法。
穆桂英
楊宗保妻子，最後加入的女將，楊門女將之一。繼任楊家統帥，與其夫大破天門陣，其後出征西夏。
楊宗祐/楊宗佑/楊宗勉
六郎延昭的次子，娶焦贊女兒焦月娘為妻，在銅光陣與楊宗英戰死。
焦月娘
焦贊的女兒，其後參加征西。
楊宗英
七郎延嗣的兒子，對遼國大將姜飛雄妹妹姜翠萍有好感，在銅光陣與楊宗勉戰死。
楊宗連
八郎與蔡繡英的兒子。
楊宗土/耶律中土
八郎與蔡催雲公主的兒子，遼國名字為耶律中土，八郎後改回宗土。
楊文廣
楊宗保的兒子，楊延昭之孫，小說故事末的主角。小說說道其征閩盡收十八山洞妖精，其後征南。
楊金花
楊宗保的女兒，楊延昭之孫。南唐叛反，潘起救急。有人向包拯提議比武奪帥印選出先鋒。平西王狄青舉薦自己兒子狄龍為先鋒平叛救援，狄龍受宋仁宗賞賜半副鑾駕。路經楊家府不下馬，還要命人推到砸碎牌匾，怒打楊家總管。楊金花和楊排風為了平息怒氣，女裝男比武奪帥印，最後因惹怒狄家父子，而被兵圍楊府，太君怒打平西王狄青。

### 北宋
趙匡胤
宋太祖稱呼，宋朝開國皇帝。
趙匡義
宋太宗稱呼。趙匡胤弟弟，第二代皇帝。
趙恒
宋真宗。趙匡義的兒子，第三代皇帝。
趙德芳
宋太祖趙匡胤的兒子，宋太宗趙匡義封他為八賢王，賜給他王命金鐧，權力一時無兩，常常幫助楊家的安危。
呼延贊
北宋的名將，與楊家交好。在金沙灘中作戰勇猛，但呼家傳中，呼延家被太師龐籍陷害，全家被埋在肉丘墳。
呼延丕顯
北宋名將呼延贊的兒子，與楊家七郎友好。曾智擒逃跑的潘仁美，但呼家傳中，呼延家被太師龐籍陷害，而遭到全家被埋在肉丘墳。
寇準
北宋重臣，幫助楊家在奸臣陷害下脫險。
包拯
北宋重臣，幫助楊家，與奸臣太師龐籍對立。
任炳
字堂惠，與楊延昭相貌相像，是楊延昭的結拜兄弟，經常幫助楊家解圍，最後代六郎被賊王王強殺死。後楊六郎假死，借他的名字并大擺牤牛陣，破遼後歸還名字。
潘仁美
宋的重臣，也是小說的奸臣之一。與遼國私下交好，當七郎救援時，把他弄暈綁在陣前射殺。又將六郎楊延昭弄啞，不讓他揭發自己的罪行，但最後六郎和寇準還是把他的罪行揭發。其女因為是宋太宗的愛妃，幫他求情而被發配邊疆。六郎延昭不服，在寇準幫助下，在黑松林殺死他。演義中，潘仁美失勢，打算逃跑到遼國，但在出發前被六郎殺死。
王侁
小說的奸臣之一
潘龍
潘仁美的長子。潘仁美失勢，打算投靠遼國，在準備逃跑的時候，被楊六郎殺死。
潘虎
潘仁美的次子。潘仁美失勢，打算投靠遼國，在準備逃跑的時候，被楊六郎殺死。
潘豹
潘仁美的最小兒子，與楊延嗣比武被誤殺。
潘氏/潘月英
潘仁美的女兒，依仗是宋太宗的愛妃，幫助自己的父親，在宋太宗面前説楊家的是非。
潘祥
潘仁美姪兒，潘仁美失勢，打算投靠遼國，在準備逃跑的時候，被楊六郎殺死。
潘昭
潘仁美姪兒，潘仁美失勢，打算投靠遼國，在準備逃跑的時候，被楊六郎殺死。
龐籍
北宋太師，小說的奸臣。陷害呼延贊，而把呼延贊全家活埋，是與包拯對立的角色。

### 遼國
蕭銀宗
遼國的太后，楊家的死敵。
顏容
遼國的大臣。
耶律瓊娥/鐵鏡公主
遼國大公主，楊四郎的次妻，招楊延輝為駙馬，為四郎生下兒子阿哥。為四郎延輝騙取令箭，讓延輝過關探母。
木丹
阿哥稱呼；楊四郎延輝和耶律瓊娥的兒子。
耶律銀娥/催雲公主
遼國二公主，楊延順的次妻。評書才追加，招楊延順為駙馬，曾放楊延順過關探母。
天慶王
蕭銀宗的從弟。金沙灘雙龍會上，被延平射殺。
蕭天佐
蕭太后的二弟，也是蕭太后的左右。曾經在兩狼山敗於七郎，在天門陣被五郎的棍打死。
蕭天佑
蕭太后的三弟，也是蕭太后的左右。曾經不敵七郎，又被孟良偷走戰馬。其後雖然被六郎楊延昭打敗，但用計使六郎被困雙龍谷。孟良最後請來楊五郎，被楊五郎用棍打死。
耶律斜軫/耶律奚
遼國大將。在金沙灘之戰中殺死楊三郎延安，與楊七郎在陳家谷口交鋒，但不敵。
耶律休哥
遼國大將。在金沙灘之戰中殺死楊二郎延定。
韓昌
字延夀，本為漢族，遼國大將。演義版本，在金沙灘之戰殺死楊大郎延平。陳家谷設下埋伏，楊業被困，最後自盡。其後與楊延昭不分勝負，最後韓昌失手被打下馬，楊家府說法是六郎楊延昭扮成七郎，韓昌被嚇倒而不敵。楊延昭沒有殺他，他被感動發誓不再來犯。在楊宗保時期，違背誓言再次攻宋，但被楊延昭用牤牛陣打敗。後來得到妖道相助大擺七十二路天門陣，楊家將不能破，楊宗保和穆桂英用降龍木破掉。落荒而逃時被焦贊活捉，楊宗保怒說他言而無信，并斬首示眾。
韓冷
韓昌兒子，六合陣陣主，被五郎延德所殺。
赤風,赤火,赤水
玉女陣指揮督，三人皆被王蘭英怒殺。
沈達
銅光陣陣主，殺死楊宗勉和楊宗英，後被姜翠萍怒殺。

### 其他
孟良
孟良本來是芭蕉山的山大王，善使大斧，其後被楊延昭收為麾下。楊延昭命孟良前往遼的北國洪羊洞，盜回其父楊業的屍骨，焦贊也暗自跟隨至洞；焦贊打算嚇唬孟良，并大呼奸細，孟良以為是敵將，焦贊被斧誤劈而死。當孟良發現時，後悔哀痛。將楊業的遺骨托程宣送回後，因誤殺焦贊而無顏回營，而自刎於洞前。有一個版本是昊天塔盜取骨灰，火燒了昊天塔，焦贊也被燒死，只有孟良回來，最後也自刎而死。
焦贊
焦贊本來是芭蕉山的山大王，善使鐵槍，其後被楊延昭收為麾下。楊延昭命孟良前往遼的北國洪羊洞，盜回其父楊業的屍骨，焦贊不服只派孟良前往，想在孟良前頭盜取屍骨，所以也暗自跟隨至洞。焦贊打算嚇唬孟良，并大呼奸細，孟良以為是敵將，焦贊被斧誤劈而死。有一個版本是昊天塔盜取骨灰，火燒了昊天塔，焦贊也被燒死，只有孟良回來，最後也自刎而死。
岳勝
岳勝本來跟孟良焦贊是山大王，也是山中大哥；善使青龍偃月刀，後來被楊延昭收為麾下。在黃土城與韓延夀大戰十回合，筋疲力盡也不退縮。楊延昭被發配邊疆，岳勝不願跟焦贊孟良重新落草而出家。其後楊延昭歸來復出，在道觀相遇，邀他復出。後與六郎擺牤牛陣抗遼，大破遼軍。但六郎病故，焦贊孟良兄弟也死去，岳勝最後鬱郁而終。
智聰禪師
智聰禪師是五臺山的僧人，楊家將出戰前在五臺山求平安，向楊業道出“七子去，六子還”的語句。曾贈與楊五郎楊延德寶碟，後楊五郎寡不敵眾時逃到五臺山出家。指點五郎的僧人，化解五郎的戾氣，傳授佛經。
鬼谷子
楊家府評書和楊家將連環畫的角色，出戰前到楊家府上作客，向楊業，佘太君道出“七子去，六子回”的預言，并留下天機不能泄的回答讓楊業夫婦疑惑。
任道安
任炳父親，任金童爺爺，是楊延昭、楊延嗣的師傅。與董齊、宋亮一起尋找自己的孫子。
任金童
任炳之子；被遼國老道顏容以楊延昭為殺父仇人的藉口，騙到遼國訓練。金童陣陣主，當知道楊延昭不是殺父仇人後，投歸北宋旗下，在玉皇陣被顏容所殺。
劉云俠
王蘭英的結拜姐姐，西岐州的軍師，被穆桂英同被邀請出州破天門陣。與王蘭英到玉女陣救楊宗保和楊宗勉時，被赤風、赤火、赤水三都督夾擊而死。
董齊,宋亮
董齊、宋亮、任炳和楊延昭是結拜兄弟，奉楊延昭之命照顧任炳妻子，并尋找任炳之子任金童。
黃鳳仙
北宋叛將黃川女兒，與楊宗丰邂逅後愛上，有寶具三皇雌劍。玉女陣陣主，北宋眾將皆不敵，五郎延德請來她的母親王氏解圍。黃鳳仙不知自己的身世以為是瞞騙計，捉取王氏向父親詢問。其父裝作不認識，但事後偷聽到父親和王氏的對話，知道其母後，殺死自己的父親并投北宋，宗丰死後自刎而死。
姜翠萍
蕭太后的義女，遼國大將姜飛雄之妹，喜歡楊宗英。前期被遼國的謊言矇蔽而和北宋對立，後期知道真相後投北宋。知道楊宗英戰死後，自刎而死。

## 影視作品

### 電視劇
| 年份   | 影視作品                                                               |
| 1981年 | 香港無綫電視劇集《楊門女將》                                           |
| 1982年 | 台灣電視公司楊麗花歌仔戲《楊家將》                                     |
| 1983年 | 中國山西電視台電視劇《楊家將》                                         |
| 1984年 | 台灣電視公司連續劇《鐵血楊家將》                                       |
| 1985年 | 香港無綫電視台慶劇《楊家將》                                           |
| 1989年 | 中華電視公司《一門英烈穆桂英》                                         |
| 1991年 | 中國山西電視台電視劇《楊家將》                                         |
| 1994年 | 香港亞洲電視劇集《碧血青天楊家將》及《碧血青天珍珠旗》                 |
| 1998年 | 香港亞洲電視劇集《穆桂英大破天門陣》及《穆桂英十二寡婦掛帥征西》       |
| 2001年 | 唐人電影製作有限公司《楊門女將—女兒當自強》                            |
| 2004年 | 北京超新星文化藝術交流有限公司製作連續劇《巾幗英雄穆桂英》             |
| 2005年 | 北京天中文化發展有限公司製作連續劇《楊門虎將》                         |
| 2006年 | 上海唐人電影製作有限公司和華誼兄弟傳媒集團合資製作電視劇《少年楊家將》 |
| 2011年 | 陝西楊家將影視文化有限責任公司製作連續劇 《杨家将》                    |
| 2012年 | 金牌製作有限公司製作電視劇《穆桂英掛帥》                               |
| 2013年 | 安徽廣播電視台製作連續劇《白玉堂之局外局》                             |

### 電影
| 年份   | 影視作品                                                |
| 1961年 | 永華電影製片廠有限公司（香港）《無敵楊家將》            |
| 1972年 | 邵氏兄弟（香港）有限公司 《十四女英豪》                 |
| 1983年 | 邵氏兄弟（香港）有限公司《五郎八卦棍》                  |
| 1984年 | 中港合作電影《楊家將》                                  |
| 1988年 | 香港《五郎八卦棍》                                      |
|        | 中國電影《楊家將智斬潘仁美》                            |
| 2011年 | 北京和頌世紀文化傳播有限公司電影 《楊門女將之軍令如山》 |
| 2013年 | 香港電影《忠烈楊家將》                                  |